# Последовательность Сидона
В теории чисел последовательностью Сидона (или множеством Сидона) называется любая последовательность {\displaystyle a_{1},a_{2},\dots } такая, что все суммы вида {\displaystyle a_{i}+a_{j},\ i\leq j} различны. Последовательность может быть конечной или бесконечной — от этого существенно зависит подход к изучению свойств таких последовательностей.
Основная проблематика изучения множеств Сидона связана с целыми числами, хотя определение может рассматриваться относительно любой группы.
В данной статье запись {\displaystyle A(n)} означает число элементов множества {\displaystyle A}, не превышающих {\displaystyle n}.

## История
Впервые условие, налагаемое на множества Сидона, появилось в примечании к статье Симона Сидона 1932 года. Основная тема этой статьи (оценки некоторых рядов Фурье) не касалась свойств множеств Сидона, но полученная там теорема параметризовалась последовательностью, растущей с экспоненциальной скоростью, и могла быть обобщена до аналогичного утверждения о последовательностях Сидона. В связи с этим Сидон отметил (не приводя примеров и доказательств) наличие в натуральном ряду таких последовательностей со свойством {\displaystyle a_{n}=O(n^{4})}.
Впоследствии изучение таких множеств как отдельную тему подняли в своей статье Эрдёш и Туран.

## Свойства

### Размер

#### Конечные множества
Очевидно, что размер множества Сидона конечной группы {\displaystyle G} не может превышать {\displaystyle {\sqrt {|G|}}}. Эрдёш и Туран в 1946 году показали, что для кольца вычетов {\displaystyle G={\mathbb {Z} }_{N}} эта оценка достижима с точностью до константы. Их конструкцию легко обобщить на любую группу размера {\displaystyle p^{2k}}, где {\displaystyle k} — простое число.
Пусть {\displaystyle p<{\sqrt {G}}} и {\displaystyle s_{k}} - число от {\displaystyle 0} до {\displaystyle N-1}, соответствующее квадратичному вычету {\displaystyle s_{k}\equiv k^{2}{\pmod {p}}}. Тогда множество {\displaystyle \{kp+s_{k}:k=1,\dots ,N\}} является множеством Сидона.
Известно, что если {\displaystyle A} — наибольшее множество Сидона целых чисел из интервала {\displaystyle [1;N]}, то
{\displaystyle {\sqrt {N}}-N^{0.2625}<|A|<{\sqrt {N}}+N^{1/4}+1}
Существует гипотеза о том, что для таких множеств при {\displaystyle N\to \infty } разность {\displaystyle |A|-{\sqrt {N}}} должна быть положительна и неограничена.

#### Отношение к линейкам Голомба
Любое конечное множество Сидона является линейкой Голомба, и наоборот.
Предположим, что множество Сидона S не является линейкой Голомба. Так как S не линейка Голомба, существуют {\displaystyle a_{i}-a_{j}=a_{k}-a_{l}} из S, и, следовательно, {\displaystyle a_{i}+a_{l}=a_{k}+a_{j}}, что противоречит сидоновости S. Так, множество Сидона есть линейка Голомба. По симметричному доказательству, линейка Голомба есть множество Сидона.

#### Бесконечные множества
Хуже изучен вопрос о размере бесконечных множеств Сидона. Множества Сидона из {\displaystyle {\mathbb {Z} }_{N}} можно интерпретировать как сидоновское подмножество интервала {\displaystyle \{1,\dots ,N\}} в рамках группы целых чисел, но такие множества при разных {\displaystyle N} не будут разными частями единой бесконечной структуры, а каждое будет устроено по-своему. Поэтому актуален следующий вопрос:
| Какую максимальную асимптотику может иметь {\displaystyle A(x)} если {\displaystyle A} — бесконечное множество Сидона? |

Бесконечные множества можно формировать жадно: перебираются все числа по порядку и если от добавления очередного числа множество не перестаёт быть сидоновским, число добавляется во множество. Такая конструкция даёт результат {\displaystyle A(n)\gg n^{1/3}}, поскольку для любого конечного {\displaystyle A} есть лишь {\displaystyle |A|^{3}} не подходящих для добавления чисел (тройка {\displaystyle a,b,c} однозначно определяет число {\displaystyle d}, для которого {\displaystyle a+b=c+d}). В 1981 году Ajtai, Янош Комлош и Семереди, используя леммы из теории графов, показали, что, более того, {\displaystyle A(n)\gg n^{1/3}(\log n)^{1/3}}.
В 1998 году Ружа доказал существование множеств Сидона, для которых {\displaystyle A(n)>n^{{\sqrt {2}}-1+o(1)}}. Его доказательство было вероятностным, то есть не позволяло предъявить конкретное множество, и даже предпосчитать какое-то конечное число его элементов.
Описание
Конструкция зависит от параметра {\displaystyle \alpha \in [1;2]}. Точное значение {\displaystyle \alpha }, при котором конструкция будет корректной, неизвестно, но можно доказать его существование.
Для фиксированного {\displaystyle \alpha } рассматриваются двоичные представления числа {\displaystyle \alpha \log p}, где {\displaystyle p} — простое число, округлённые с достаточно большой точностью (зависящей от величины этого числа). После этого знаки из дробной части разбиваются на неравные блоки и переставляются в обратном порядке. Чтобы получить число {\displaystyle b_{p}} (кандидата во множество Сидона) между ними и после последней из них (в порядке возрастания разрядов, то есть слева направо) вставляются области из пяти цифр, среди которых:
- первая, третья и пятая — нули;
- вторая соответствует очередной цифре из части логарифма до запятой (цифры заполняются справа налево, в том же порядке, что и в числе)
- четвёртая равна единице только для самого старшего такого блока

Ружа показал существование {\displaystyle \alpha \in [1;2]}, при котором количество решений уравнения {\displaystyle a+b=c+d} (противоречащего определению сидоновости) в таком множестве пренебрежимо мало по сравнению с общим количеством элементов, так что для получения множества Сидона можно просто удалить элементы, участвующие в этих решениях, и размер множества не изменится. Показатель степени размера множества {\displaystyle {\sqrt {2}}-1} соответствует решению (в терминах {\displaystyle {\frac {1}{\beta }}}) уравнения {\displaystyle {\frac {2}{\beta -1}}-1={\frac {1}{\beta }}}, где левая часть как раз соответствует показателю степени количества решений уравнений {\displaystyle a+b=c+d}.
Мотивация к выбору конструкции
Изменение порядка блоков, на которые разбита дробная часть, позволяет сравнивать числа {\displaystyle b_{p}} по некоторому модулю несмотря на разницу в округлении больших и малых значений {\displaystyle \alpha \log p}. Нули в промежуточных областях нужны чтобы разделить влияние сложения на разные основные блоки (чтобы из равенства суммы {\displaystyle b_{p}} можно было заключить равенство сумм блоков из каждой отдельной позиции). Единица в последней промежуточной области фиксирует порядок роста чисел {\displaystyle b_{p}}, это важно для оценки их количества в отрезке.
Ружа замечает, что отправной точкой для создания конструкции стало то, что множество вещественных чисел {\displaystyle \log p} (без округления) явлояется сидоновским. Это напрямую вытекает из основной теоремы арифметики, потому что решение {\displaystyle \log p+\log r=\log q+\log s}, где все числа — простые, означало бы, что {\displaystyle pr=qs}. Неравенство {\displaystyle |pr-qs|\geq 2} действительно существенно используется в ходе доказательства чтобы показать, что при равенстве {\displaystyle b_{p}+b_{r}=b_{q}+b_{s}} порядок роста {\displaystyle b_{p}} и {\displaystyle b_{r}} будет сильно отличаться.
В статье Ружи дробная часть {\displaystyle \alpha \log p} разбивается на блоки в позициях, соответствующих квадратам. Фактически это используется только для того, чтобы общий размер промежуточных областей (по пять цифр), вставляемых между блоками, при растущем {\displaystyle p} становился сколь угодно мал по сравнению с общим количеством цифр в {\displaystyle b_{p}}. Поэтому вместо возведения номера блока в квадрат можно использовать любую функцию, возрастающую быстрее, чем линейная.

### Арифметические и комбинаторные свойства
Количество множеств Сидона в интервале {\displaystyle [1;N]} не превышает {\displaystyle 2^{cM}}, где {\displaystyle c} — константа, {\displaystyle M} — размер наибольшего такого множества. По сравнению с тривиальной оценкой {\displaystyle Mn^{M}=2^{M\log n(1+o(1))}} это число очень близко к количеству подмножества одного наибольшего множества Сидона {\displaystyle 2^{M}}.
Изучались вопросы о длине и количестве арифметических прогрессий во множествах Сидона {\displaystyle A} целых чисел из интервала {\displaystyle [1;N]} и их множествах сумм. В частности, известно, что:
- {\displaystyle A+A} может содержать интервалы последовательных целых чисел, длины {\displaystyle \Omega (N^{1/3})};
- если {\displaystyle P_{1},\dots ,P_{k}} — обобщённые арифметические прогрессии ограниченной размерности, покрывающие {\displaystyle A}, то {\displaystyle k\sum \limits _{i=1}^{k}|P_{i}|\gg |A|^{2}}. Этот результат верен также для {\displaystyle B_{2}^{*}[g]}-последовательностей (см. раздел об обобщениях).

### Distinct distance constant
Distinct distance constant — количественный показатель распределения бесконечных множеств Сидона из {\displaystyle {\mathbb {N} }}, равный максимальной сумме ряда, состоящего из чисел, обратных к числам из некоторого множества Сидона:
{\displaystyle {\rm {DDC}}=\max \limits _{A\subset {\mathbb {N} }}{\sum \limits _{a\in A}{\frac {1}{a}}},}
где максимум берётся по множествам Сидона. Известно, что
{\displaystyle 2.1600383<{\rm {DDC}}<2.2473}

## Обобщения
Два основных обобщения определения множеств Сидона — по количеству слагаемых и по количеству представлений сумм. Множество {\displaystyle A\subset {\mathbb {N} }} называется {\displaystyle B_{h}^{*}[g]}-последовательностью если для всякого {\displaystyle x\in {\mathbb {N} }} верно, что
{\displaystyle \#\{(a_{1},\dots ,a_{h})\in A^{h}:a_{1}+\dots +a_{h}=x\}\leq g}
Таким образом, {\displaystyle B_{2}^{*}[2]}-последовательности — это обычные множества Сидона.
Эрдёш и Реньи показали, что существуют бесконечные {\displaystyle B_{2}^{*}[g]}-последовательности такие, что {\displaystyle A(n)\gg n^{{\frac {1}{2}}-\varepsilon (g)}}, где {\displaystyle \varepsilon (g)\to 0} при {\displaystyle g\to 0}. Чтобы его построить, достаточно взять случайное множество, в котором число {\displaystyle n} присутствует с вероятностью {\displaystyle n^{-{\frac {1}{2}}-{\frac {1}{g+1}}}} и события присутствия разных чисел независимы. Почти наверное из такого множества достаточно будет удалить конечное число элементов чтобы оно стало {\displaystyle B_{2}^{*}[g]}.
Множество результатов об обобщениях систематизировано в обзоре О’Бранта.